# رزمایش ذوالفقار ۱۴۰۱

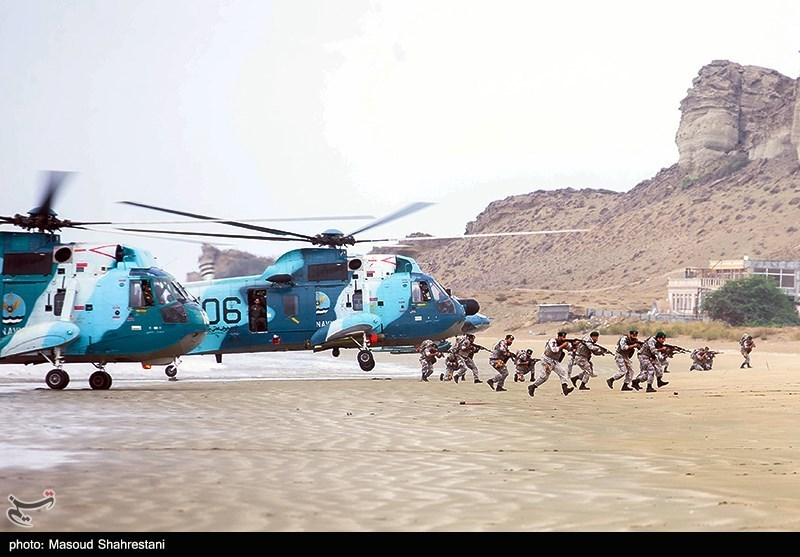
نمایی از اجرای عملیات تاخت آب خاکی و بیچینگ در رزمایش مشترک ذوالفقار ۱۴۰۱ ارتش توسط تکاوران نیروی دریایی و یگان زرهی نیروی زمینی ارتش جمهوری اسلامی ایران در سواحل مکران برگزار شد. - ۱۴۰۱

رزمایش ذوالفقار ۱۴۰۱ با حضور نیروهای چهارگانه ارتش جمهوری اسلامی ایران و قرارگاه پدافند هوایی در جنوب شرق کشور ایران در محدوده سه میلیون کیلومتر مربع در مناطق جنوب شرق، سواحل مکران، حد فاصل شرق تنگه هرمز تا نزدیکی بندر گواتر و دریای عمان تا مدار ۱۰ درجه در شمال اقیانوس هند با شرکت بخشی از یگان‌های پیاده، زرهی، مکانیزه نیروی زمینی، سامانه‌های پدافندی نیروی پدافند هوایی، شناورهای زیرسطحی، سطحی، پروازی و تکاوران نیروی دریایی ارتش با پشتیبانی جنگنده بمب‌افکن‌های راهبردی نیروی هوایی ارتش با شعار محوری «خودباوری، اقتدار، امنیت پایدار» برگزار شد. یگان‌های نمونه از نیروهای چهارگانه ارتش در این رزمایش شرکت کردند و به اجرای عملیات‌های مشترک و ترکیبی پرداختند، این عملیات‌های جمع‌آوری اطلاعات به صورت الکترونیکی، سیگنالی، ضدجنگال، علیه نیروهای مهاجم و همچنین عملیات شناسایی توسط پهپادهای باور، آرش، ابابیل، مهاجر، صادق و یسیر انجام شد. مراحل مختلف این رزمایش تحت نظارت و ارزیابی کارشناسان قرارگاه مرکزی خاتم‌الانبیاء و ستاد کل نیروهای مسلح اجرا شد.
تمرین دفاع مستحکم یگان‌های نیروی دریایی ارتش از سواحل که برای نخستین‌بار به صورت شبانه برگزار شد، تکاوران دریایی ارتش برای اجرای این عملیات از تسلیحات (همچون توپ‌های ۱۰۶ میلی‌متری، کاتیوشاها، تیربارها، موشک‌های دهلاویه، تاو و دوش‌پرتاب میثاق) و تجهیزات بهینه‌سازی شده بهره برده و دراین راستا، تاکتیک‌های نوین و سناریوهای پدافندی را در تاریکی شب اجرا کردند.

## بازخورد رسانه‌ای
ارتش ایران رزمایش ذوالفقار-۱۴۰۱ را در منطقه ساحلی خلیج عمان و نزدیک تنگه حساس استراتژیک هرمز برگزار می‌کند. رزمایش ایران همچنین برای یادآوری به کشورهای منطقه است که نیازی به قدرت‌های فرامنطقه‌ای ندارند که حضور آن‌ها تاکنون تنها به «ناامنی، جنگ و اشغال» منجر شده‌است. ارتش در نوامبر ۲۰۲۱ رزمایش ذوالفقار ۱۴۰۰ را در همین منطقه برگزار کرد و قابلیت‌های دفاعی خود را که مبتنی بر تجهیزات ساخت داخل است، به نمایش گذاشت.
ارتش ایران اولین بخش از کشتی‌ها و زیردریایی‌های خود را با قابلیت حمل پهپادهای مسلح در ماه ژوئیه، در حالی که جو بایدن، رئیس‌جمهور آمریکا در حال سفر به خاورمیانه بود، رونمایی کرد.
ایران ماکتی از یک بندر و یک کشتی طراحی کرد که شبیه اهداف اسرائیلی بود، پیامی روشن. ایران در این رزمایش از جت‌های قدیمی F-4E آمریکایی که در سال ۱۹۷۹ از پهلوی به ارث برده بود، برای حمل موشک استفاده کرد. جای تعجب است که ایران هنوز قادر به پرواز با این هواپیماهای چند ده ساله است.